# Asociación de Entidades Periodísticas Argentinas
La Asociación de Entidades Periodísticas Argentinas (ADEPA) es la asociación que nuclea a las empresas periodísticas, editoras de diarios, periódicos, revistas y sitios web de la Argentina. A pesar de ser la Asociación de Entidades Periodísticas Argentinas, ADEPA de hecho es la asociación de periódicos de la Argentina, y funciona como una cámara empresaria de diarios, del mismo modo que sus similares de otros países. Hay otras instituciones que agrupan a los periódicos como cámaras empresarias: ADIRA para el interior, AEDBA para Buenos Aires y APEBAL, para Buenos Aires y La Pampa. La entidad promueve la experiencia y el conocimiento a través de la entrega de premios anuales a periodistas -en diversas categorías de artículos-, fotógrafos e ilustradores.

## Historia
Se consideró la fundación de un organismo que proteja a los dueños de la prensa en una reunión en Buenos Aires el 8 de julio de 1962 entre los directivos de los principales diarios del país.
En octubre, en Santiago de Chile, se llevó a cabo la XVIII Asamblea de la Sociedad Interamericana de Prensa (SIP). Los representantes de los medios de prensa argentinos allí reunidos firmaron un acuerdo en un acta fechada el 24 de octubre de 1962, en la que convienen en constituir, una vez de regreso en el país, una entidad. Firmaron el acuerdo: Juan S. Valmaggia, Alberto Gainza Paz, Ricardo Peralta Ramos, Luis Clur, Roberto Romero, Francisco Rizzuto, Humberto Pérez, José F. L. Castiglione, Jorge Eguía, Ramón Rosa Olmos, Diego Joaquín Zamit, Riobó Caputto, Pedro Sánchez, Juan Nieto, Antonio Maciel, Jorge Remonda Ruibal y Virgilio Albanese.
El 14 de diciembre de 1962, en la sede del Círculo de la Prensa, con la presencia de 38 directivos de diarios, quedó constituida la Asociación de Entidades Periodísticas Argentinas (ADEPA).